# Dom som skiner
Dom som skiner är ett musikalbum av Joakim Thåström, utgivet den 12 november 2021.
På albumet medverkar Titiyo på Papperstunna väggar samt First Aid Kit på Södra Korset, Isbergen och Gyttjebrottaren.

## Låtlista
Text: Joakim Thåström. Musik spår 1, 3 och 6: Joakim Thåström, spår 2, 4, 5, 7 och 9: Joakim Thåström och Niklas Hellberg, spår 8: Joakim Thåström, Niklas Hellberg och Ulf "Sanken" Sandqvist.
1. "Södra Korset" (6.13)
2. "Papperstunna väggar" (4:50) (med Titiyo)
3. "Isbergen" (4:38)
4. "Stora långa gatan" (5:36)
5. "TOLEDO" (4:01)
6. "Dom du behöver" (4:54)
7. "Dom som skiner" (3:52)
8. "Gyttjebrottaren" (4:22)
9. "MAMMA" (3:43)

## Listplaceringar
| Lista (2021) | Topplacering |
| ------------ | ------------ |
| Norge        | 15           |
| Sverige      | 2            |